# Warnings - Presagi di morte
Warnings - Presagi di morte (Silent Warnings) è un film di fantascienza del 2003 a basso budget, diretto da Christian McIntire. La trama tratta del fenomeno dei cerchi nel grano e delle invasioni aliene.

## Trama
Dopo la morte del cugino alcolizzato Joe, Layne decide di recarsi nelle campagne di Portersville per ristrutturare e mettere in vendita la casa in cui viveva il parente. Aiutato dagli amici, Layne riuscirà in poco tempo a mettere a nuovo la casa. Ma col passare dei giorni iniziano ad accadere strani fenomeni come la comparsa di enormi cerchi nel grano nei campi limitrofi e la presenza di ombre che si muovono nella notte.
Layne trova inoltre in soffitta diversi disegni di alieni e alcune videocassette in cui il cugino afferma di aver avuto un incontro ravvicinato con questi esseri, ma tende a credere che in realtà Joe fosse semplicemente pazzo. Una notte però una delle ragazze del gruppo scompare misteriosamente e gli alieni cominciano a teletrasportarsi all'interno della proprietà di Layne che sarà costretto a combatterli con tutte le sue forze.